# ۵۴۷ (قمری)
۵۴۷ (قمری)، پانصد و چهل و هفتمین سال در گاهشماری هجری قمری است. اول محرم این سال برابر با پانزدهم آوریل سال ۱۱۵۲ میلادی است.